# Větrný mlýn ve Mšeně
Větrný mlýn ve Mšeně je zaniklý mlýn holandského typu, který stál v místech jihozápadního okraje města Mšeno u silnice ze Mšena k Sedlci v přibližné výšce 370 m n. m.

## Historie
Větrný mlýn byl postaven mezi lety 1842–1847 na pozemkové parcele č. 1100 jižně od dřevěného domku čp. 247, který patřil spolu se sousední pozemkovou parcelou č. 1101 měšťanu ve Mšeně Václavu Píčovi (Wenzel Pitsch). Prvním mlynářem zde byl Čeněk Píč, otec archeologa Josefa Ladislava Píče; archeolog Píč se zde 19. ledna 1847 narodil.
Mezi roky 1885 až 1897 mlýn vyhořel a přestal pracovat. V opuštěném objektu měl jeho pozdější majitel Antonín Černohorský skládku píce a slámy. Černohorský mlýn roku 1910 rozbořil; stavební materiál byl využit na stavbu válcového mlýna Durdíkova u nádraží ve Mšeně (Středočeské válcové mlýny).
Dochovala se stodola, která při mlýně stála, na místě mlýna je okrouhlá prohlubeň.

## Popis
Obilní mlýn měl jedno mlýnské složení s jedním pracujícím. Údajně byl ze štuk a střechu měl krytou šindelem.

## Turismus
Podél místa, kde mlýn stál, vede cyklotrasa 0009.